# تپه چغا سبز ۱
تپه چغا سبز ۱ در شهرستان شازند، بخش مرکزی، روستای عضدیه واقع شده و این اثر در تاریخ ۹ اردیبهشت ۱۳۸۲ با شمارهٔ ثبت ۸۵۷۳ به‌عنوان یکی از آثار ملی ایران به ثبت رسیده است.